# 苏瓦扬
苏瓦扬（法語：Soyans，法語發音：[swajɑ̃]）是法国德龙省的一个市镇，属于迪镇区。

## 地理
苏瓦扬（44°38'13"N, 5°1'33"E）面积25.64 平方千米，位于法国奥弗涅-罗讷-阿尔卑斯大区德龙省，该省份为法国东南部内陆省份，北起顺时针与伊泽尔省、上阿尔卑斯省、上普罗旺斯阿尔卑斯省、沃克吕兹省和阿尔代什省接壤。
与苏瓦扬接壤的市镇（或旧市镇、城区）包括：锡河畔乌斯特、拉雷帕拉-欧里普勒、迪瓦热、里芒杜勒河畔费利讷、鲁比永河畔弗朗西永、蓬德巴雷、皮圣马丹、苏村。
苏瓦扬的时区为UTC+01:00、UTC+02:00（夏令时）。

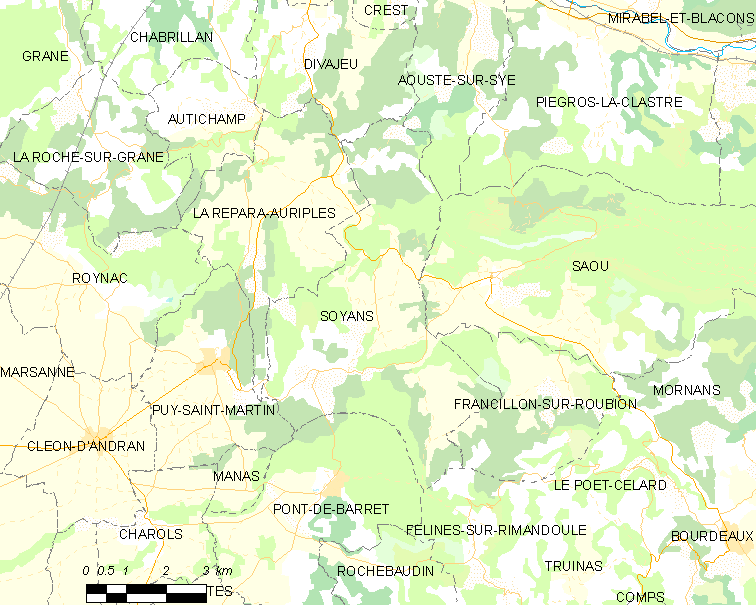
苏瓦扬的OSM定位图

## 行政
苏瓦扬的邮政编码为26400，INSEE市镇编码为26344。

## 政治
苏瓦扬所属的省级选区为迪约勒菲县。

## 人口

1962-2008年间苏瓦扬人口变化图示

苏瓦扬于2022年1月1日时的人口数量为402人。